# Ba (Staat)

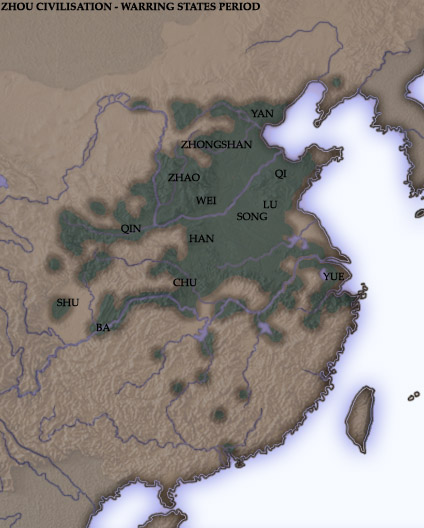
China zur Zeit der Streitenden Reiche. Ba und Shu im äußeren Südwesten.

Der Ba-Staat (chinesisch 巴國, Pinyin Bāguó) war ein politisches Gebilde in China zur Zeit der Streitenden Reiche.

## Geschichte
Im Gegensatz zu Qin und Shu war das Königreich der Ba kein fest gefügter Staat, sondern ein lockerer Verbund von Stämmen. Dem Buch der Späteren Han (後漢書 / 后汉书,  Hòu Hànshū) zufolge hatten sich unter Führung des Stammes Ba die Stämme Fan (樊), Sheng (瞫), Xiang (相) und Zheng (鄭) zusammengetan. Auch die Pu (濮), Zong (賨), Ju (苴), Gong (龔), Nu (奴), Rang (獽), Yi (夷) und Dan (蜑) wurden angegliedert.
Unter diesen Stämmen habe Wuxiang (von Ba) bei einem Wettbewerb die Oberherrschaft gewonnen und wurde als Lin von Ba erster Herrscher dort. Hierbei wird es sich um eine verschriftlichte Legende halten.
Ein „Land Ba“ wurde bereits auf Shang-Orakelknochen erwähnt; doch die erste sichere Erwähnung von Ba wird in das Jahr 703 v. Chr. datiert, als Bundesgenossen des Staates Chu. Die Bevölkerung von Ba war mit Chu durch Handels- und Heiratsgeschäfte verbunden, auch verdingten sie sich als Söldner. Diese Waffendienste waren nicht unproblematisch: Ba-Söldner belagerten und zerstörten 676 oder 675 v. Chr. die Hauptstadt von Chu.
Seit dem 5. Jahrhundert v. Chr. umfasste das Bündnisgebiet der Ba den Osten des Sichuan-Beckens und die angrenzenden Gebirge bis in das Tal des Han.
Die Stämme ernährten sich mehr von Jagd und Fischfang als vom Ackerbau und kannten keine Bewässerung. Sie hatten wohl eigenständig ein Schriftsystem entwickelt: In den Ländern von Ba und Shu wurden Bronzen gefunden, welche Piktogramme und Totem-Motive zeigen, die mit Ausnahme des Zeichens für „König“ (王) nicht mit chinesischer Bronzeinschrift übereinstimmen. Einige Wissenschaftler postulierten eine Verwandtschaft mit dem Schriftsystem Yi.
Die erste Hauptstadt der Ba in Sichuan war Yicheng in Hubei, wo sich die Ba ansiedelten. Es gab aber noch weitere politische Zentren: Pingdu, Zhi, Jiangzhou, Dianjiang und Langzhong.
316 v. Chr. wurde es zusammen mit den Shu-Staat vom Qin-Staat unterworfen.